# الصندوق الدولي للتنمية الزراعية
الصندوق الدولي للتنمية الزراعية ( إيفاد - IFAD)، هي وكالة متخصصة تابعة للأمم المتحدة ومؤسسة مالية دولية تأسست عام 1977، باعتبارها واحدة من النتائج الرئيسية للمؤتمر العالمي للأغذية المنعقد عام 1974. يكرس الصندوق جهوده للقضاء على الفقر في المناطق الريفية من البلدان النامية، حيث يعيش 75% من فقراء العالم هناك، بينما تعود 4 ٪ فقط من المساعدات الإنمائية الرسمية لقطاع الزراعة، ويقع مقر الصندوق في مدينة روما بإيطاليا، وتُعد السعودية ثاني أكبر الداعمين لأعمال الصندوق.

## تاريخه
ترجع فكرة إنشاء الصندوق الدولي للتنمية الزراعية إلى المداولات التي جرت أثناء مؤتمر الأغذية العالمي الذي عقد في روما عام 1974 بهدف مساعدة البلاد النامية على زيادة انتاجها الغذائي. وقد صدر بذلك قرار من المؤتمر أعقبه مباحثات مكثفة جرت خلال عامي 1975 و1976، ترتب عليها عقد مؤتمر للأمم المتحدة في 13 يونيو 1976 أقر فيه اتفاقية حكومية دولية تنص على إنشاء الصندوق. وقد اشترط المؤتمر على ألا تُنْشَأ هذه المنظمة إلا عندما يتعهد المساهمون فيها بدفع مليار دولار. عندما تحقق هذا الهدف في 20 ديسمبر 1976، وقعت الاتفاقية وأصبحت سارية المفعول اعتباراً من 30 نوفمبر 1977، وبدأ الصندوق مباشرة عملياته عندما عقد مجلس محافظة الصندوق أولى دوراته. وفي ديسمبر 1977 أصبح الصندوق أحد الوكالات المتخصصة التابعة للأمم المتحدة وهي مجموعة الأمم المتحدة للتنمية المستدامة.
رئيس الصندوق الدولي للتنمية الزراعية هو جيلبير أنغبو من توغو، الذي انتخب لمدة أربع سنوات في 1 أبريل 2017 فأصبح الرئيس السادس للصندوق.

## هدف
إن الهدف الرئيس للصندوق هو تعبئة المزيد من الموارد المساعدة في تحسين الإنتاج الغذائي والتغذية، وهو لهذا الغرض يقدم قروضًا بشروط ميسرة أو بفوائد منخفضة للمشروعات التي يؤثر تأثيرًا محسوسًا على تحسين الإنتاج الغذائي في البلاد النامية.

## إدارة

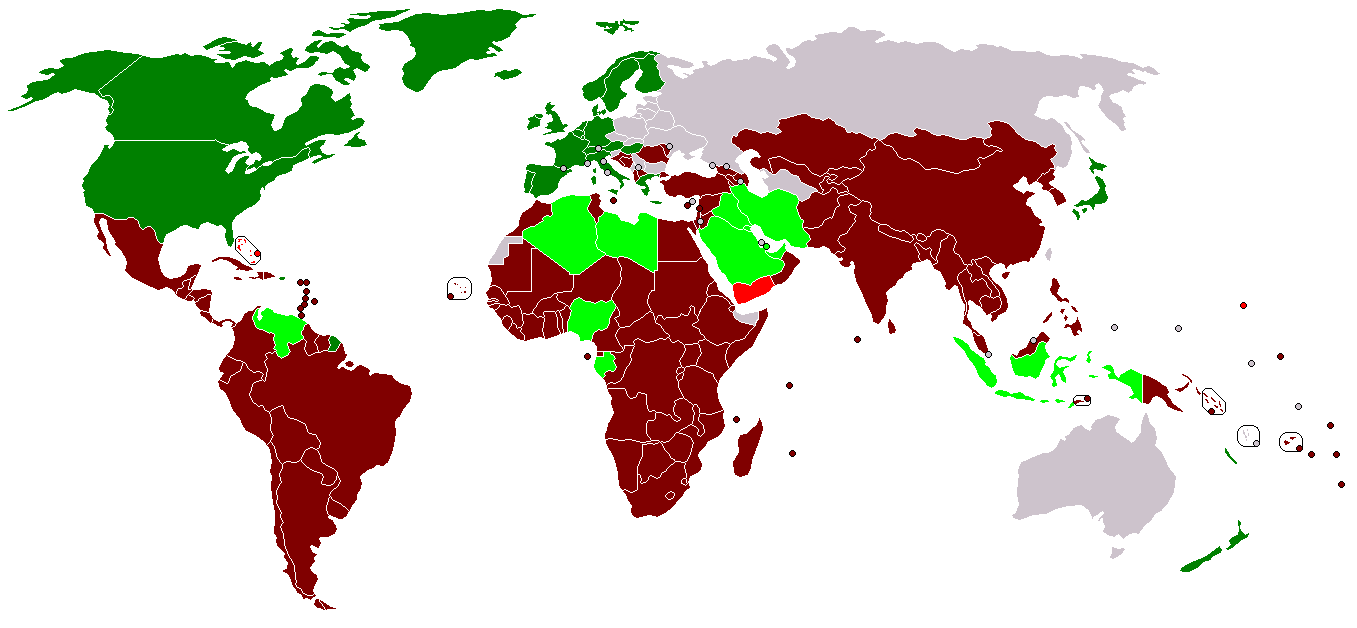
الدول الأعضاء في الصندوق
أعضاء القائمة أ
أعضاء القائمة ب
أعضاء القائمة جيم ، التصديق ساري المفعول
الأعضاء المعتمدون من القائمة جيم ، الذين لم يصدقوا بعد

تنقسم عضوية الدول بهذا الصندوق إلى ثلاث فئات هي: الدول المتقدمة، والدول النامية المصدرة للنفط، والدول النامية الأخرى. ولجميع الفئات الثلاث عدد متساو في الأصوات (600 صوت)، وإن كان النصدوق يميل إلى ممارسة أعماله عادة على أساس توافق الآراء لا على أساس التصويت.

العضوية في الصندوق مفتوحة لأي دولة عضو في الأمم المتحدة أو أي من وكالاتها المتخصصة أو الوكالة الدولية للطاقة الذرية. يضم الصندوق 177 دولة عضوًا تتألف من البلدان النامية والمتوسطة والمرتفعة الدخل من جميع مناطق العالم.
وللصندوق مجلس محافظين تمثل فيه جميع الدول الأعضاء ويتخص برسم السياسة العامة للصندوق. كما أن هناك مجلسًا تنفيذيًا يتألف من 18 عضوًا إذ يضم ستة مدراء تنفيذيين عن كل فئة من الفئات الثلاث المشكلة للصندوق. وينتخب مجلس المحافظين رئيس الصندوق ويعتبر مسؤولًا عن إدارة الصندوق، كما يتولى رئاسة المجلس التنفيذي والأمانة العامة للصندوق.

## مساعدات وقروض
هناك ثلاثة أنواع من القروض تشمل:
القروض المقدمة بشروط ميسرة، برسم خدمة مقداره 1% وفترة تسديد منها 50 عامًا.
القروض المتوسطة، بمعدل قائدة مقداره 4% وفترة تسديد مدتها 20 عامًا.
القروض العادية، بفائدة مقدارها 8% وقيمة تسديد مدتها من 15 إلى 18 سنة.
ولا يقتصر الأمر على مساعدة الصندوق، وإنما تسهم الحكومات المعنية أيضًا بقسط من تكاليف المشروعات. ولكي تتماشى المشروعات التي تقدم للصندوق مع سياسات ومعايير الإقراض الموضوعة منه، فإنه يوفد أحيانًا بعثات برمجة خاصة لبعض الدول لمعاونتها في وضع هذه المشروعات، أو اقتراح الاستراتيجية الاستثمارية لها. كما يوفر الصندوق المساعدة الفنية في ثلاث مجالات وهي: إعداد المشروعات، تطوير المؤسسات والتدريب، البحوث في لأنشطة التي تدعم أهداف الصندوق دون أن ترتبط بمشروع معين ارتباطًا مباشرًا. ويتبع الصندوق في تنظيمه بصفة عامة النظام المتبع في مؤسسات التمويل الدولية.